# マヨラ・インダ
マヨラ・インダ (インドネシア語: PT Mayora Indah Tbk) は、ジャカルタに本社を置くインドネシアの多国籍食品・飲料会社である。 同社は1977年2月17日にジョギ・ヘンドラ・アトマジャによって設立された。
同社は1990年7月4日にインドネシア証券取引所に上場した。
主な競合企業に、ネスレ、ダノン、ザ・コカ・コーラ・カンパニー、ペプシコ、マース、モンデリーズ・インターナショナル、ザ・ハーシー・カンパニー、ゼネラル・ミルズ、ユニリーバ、サン・ミゲル・コーポレーションなどがある。

## ブランド
- コピコ (Kopiko)
- エネルゲン (Energen)
- ベンベン (Beng-Beng)
- アストル (Astor)
- チョキ・チョキ (Choki-Choki)
- ダニサ (Danisa)
- ローマ (Roma)
- ワフェロ (Wafello)
- ズペル・ケジュ (Zuperrr Keju)
- カル・チーズ (Cal Cheese)
- トラビカ (Torabika)
- キス (Kis)
- フレス (Fres)
- マルキスト (Malkist)
- ミゲラス (Migelas)
- ミー・オーブン (Mie Oven)
- スーパースター (Superstar)
- ル・ミネラル (Le Minerale)
- テ・プチュク・ハルム (Teh Pacuk Harum)
- ジェントル・ゲン (Gentle Gen)
- ベター (Better)
- バクミ・メワ (Bakmi Mewah)
- アヤム・メラク (Ayam Merak)
- クール・タイム (Cool Time)
- スライ・オライ (Slai O'lai)
- ワンダーウィート (Wonder Wheat)